# Urgut
Urgut è il capoluogo del distretto omonimo nella regione di Samarcanda in Uzbekistan, si trova ad oltre 1.000 m di altitudine in una zona montana. La cittadina è famosa per i suoi platani, alcuni dei quali hanno più di mille anni d'età. 
La popolazione degli urgutlik, circa 500.000 individui, (conosciuti anche come urguti in tagico) è appunto originaria di Urgut, ed è un sottogruppo di etnia usbeca. La maggior parte della popolazione parla l'usbeco ma ci sono dei villaggi di etnia tagica che parlano il tagico e gli urgutlik usano frequentemente termini tagichi nella loro conversazione quotidiana. 
La popolazione è principalmente dedita al commercio (Urgut ospita un grande e famoso mercato) e all'agricoltura.

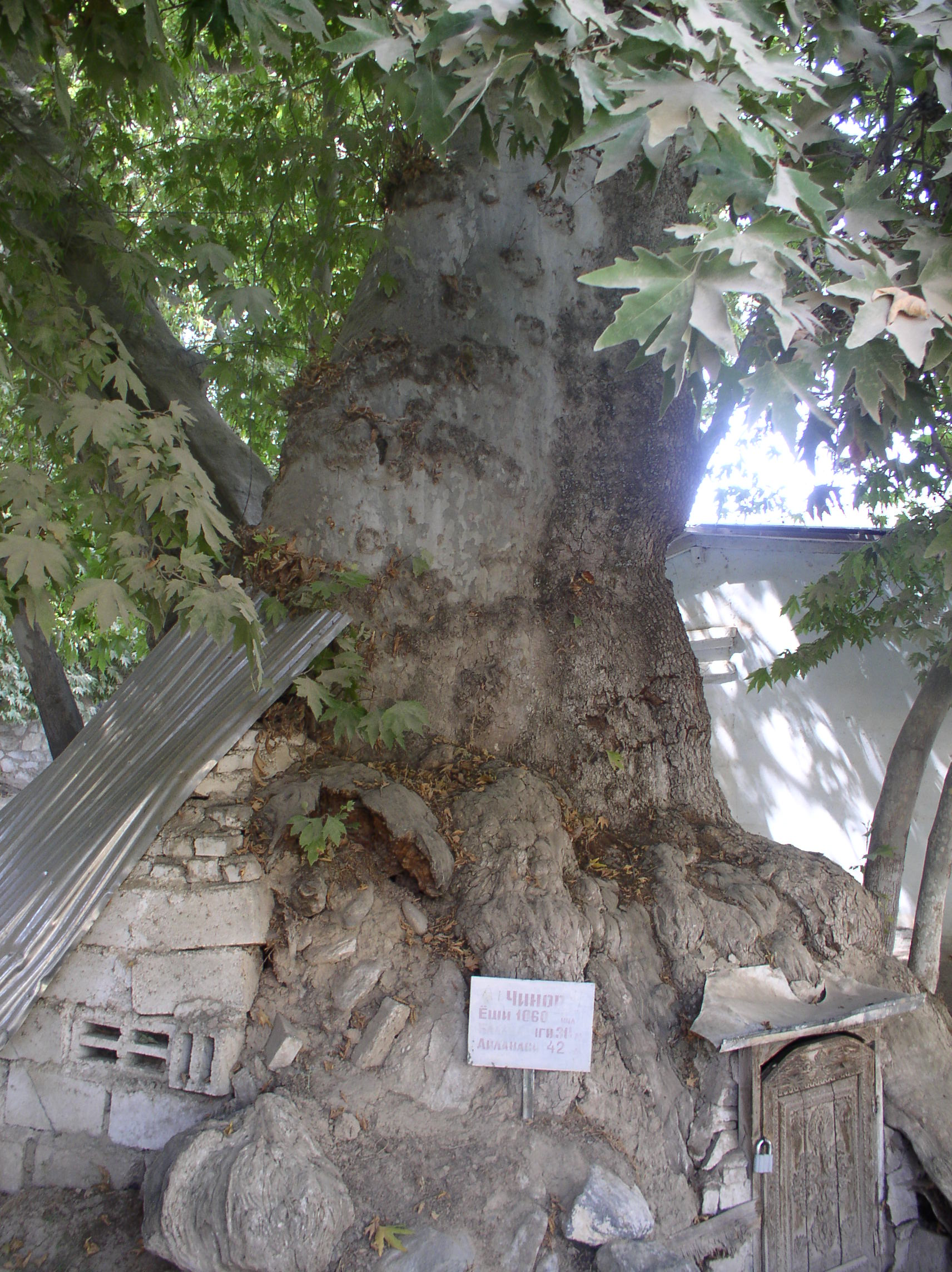
Un vecchio platano di 1060 anni
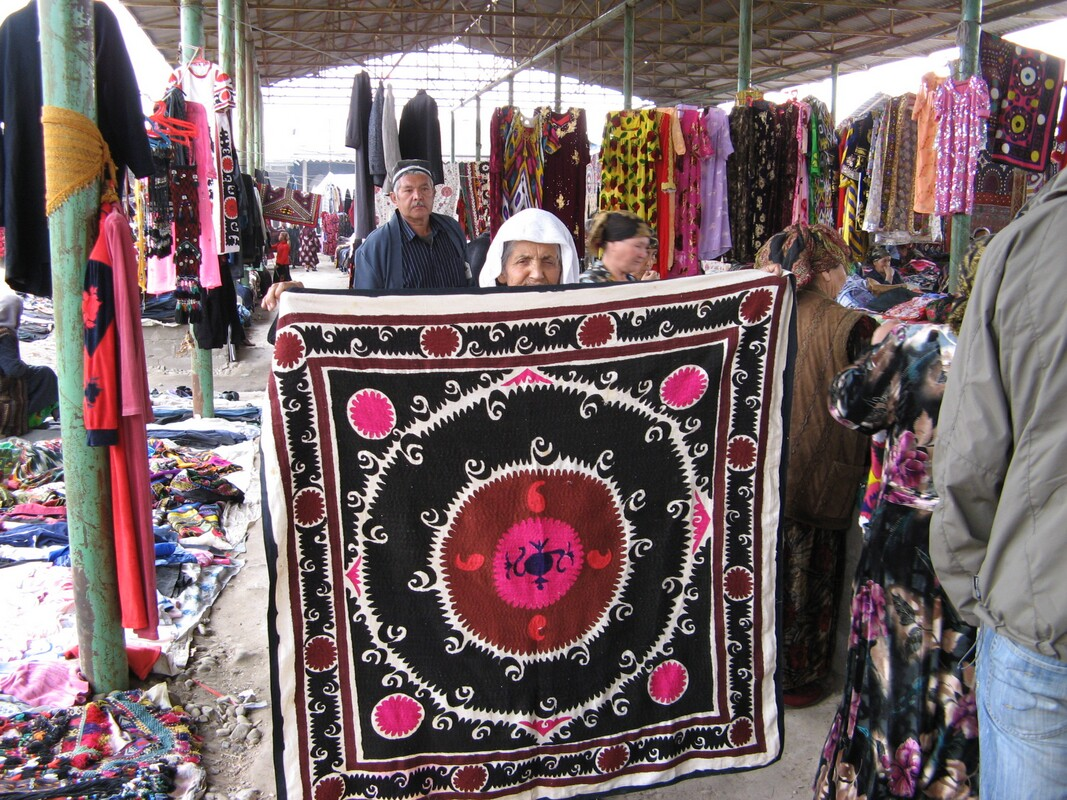
Il bazar della domenica di Urgut
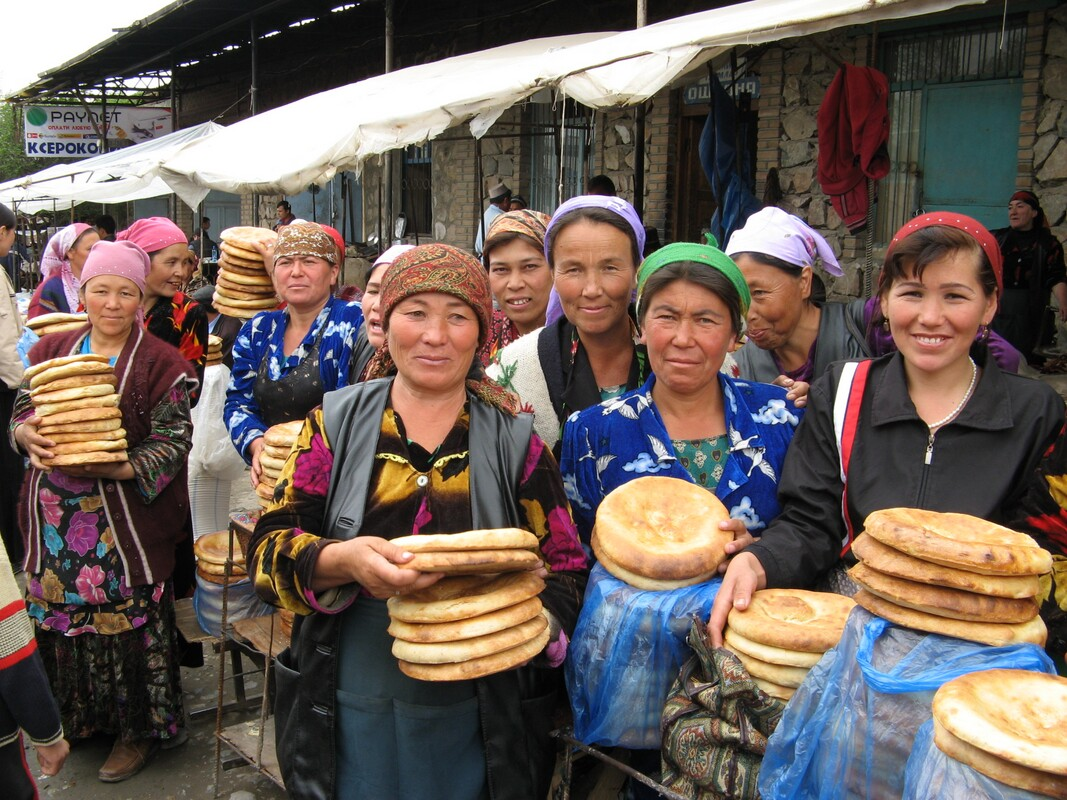
Venditrici di pane al bazar della domenica